# Wenceslaus Warichius
Wenceslaus Warichius, též Wjacław Warichius (* 1564, Gröditz – 5. září 1618, Göda) byl lužickosrsbký evangelický duchovní, teolog, spisovatel a překladatel.
Od roku 1589 do své smrti působil ve farnosti Göda u Budyšína.
Roku 1595 vydal tiskem překlad Lutherova Malého katechismu (s knížečkami o křtu a manželství) do hornolužické srbštiny. Jedná se o nejstarší tištěnou knihu v tomto jazyce.